# 45-я бомбардировочная авиационная дивизия
45-я бомбардировочная авиационная Гомельская дивизия (45-я бад) — авиационное соединение Военно-Воздушных сил (ВВС) Вооружённых Сил РККА дальней бомбардировочной авиации, принимавшее участие в боевых действиях Великой Отечественной войны.

## История наименований дивизии
- 45-я авиационная дивизия дальнего действия;
- 45-я авиационная Гомельская дивизия дальнего действия;
- 45-я бомбардировочная авиационная Гомельская дивизия;
- 45-я тяжёлая бомбардировочная авиационная Гомельская дивизия;
- Войсковая часть (Полевая почта) 00000.

## История и боевой путь дивизии
45-я бомбардировочная авиационная Гомельская дивизия образована в декабре 1944 года в связи с переформированием авиации дальнего действия в 18-ю воздушную армию, соответственно 45-я авиационная Гомельская дивизия дальнего действия была переименована в 45-ю бомбардировочную авиационную Гомельскую дивизию.
В составе 18-й воздушной армии дивизия принимала участие в операциях и битвах:
- Будапештская наступательная операция — с 26 декабря 1944 года по 13 февраля 1945 года.
- Восточно-Померанская наступательная операция — с 10 февраля 1945 года по 4 апреля 1945 года.
- Кёнигсбергская операция — с 6 апреля 1945 года по 9 апреля 1945 года.
- Берлинская наступательная операция — с 16 апреля 1945 года по 8 мая 1945 года.

### В действующей армии
В составе действующей армии дивизия находилась с 26 декабря 1944 года по 9 мая 1945 года.

### Командир дивизии
| Звание                | Имя                       | Период                                      | Примечание |
| --------------------- | ------------------------- | ------------------------------------------- | ---------- |
| Генерал-майор авиации | Лебедев Викторин Иванович | 26 декабря 1944 года — 01 февраля 1947 года |            |

### В составе объединений
| Дата          | Армия                                | Корпус                                                       |
| ------------- | ------------------------------------ | ------------------------------------------------------------ |
| 23.12.1944 г. | 18-я воздушная армия                 |                                                              |
| 09.05.1945 г. | 18-я воздушная армия                 |                                                              |
| 10.06.1945 г. | 18-я воздушная армия                 |                                                              |
| 01.04.1946 г. | 1-я воздушная армия дальней авиации  | 3-й гвардейский бомбардировочный авиационный корпус          |
| 20.02.1949 г. | 50-я воздушная армия дальней авиации | 79-й гвардейский бомбардировочный авиационный корпус         |
| 1952 г.       | 50-я воздушная армия дальней авиации | 79-й гвардейский тяжёлый бомбардировочный авиационный корпус |
| 01.08.1956 г. | 50-я воздушная армия дальней авиации |                                                              |
| 01.04.1960 г. | 50-я воздушная армия дальней авиации |                                                              |

## Части и отдельные подразделения дивизии
За весь период своего существования боевой состав дивизии оставался постоянным:
| Период                     | Наименование                                                | Вооружение                                                              |
| -------------------------- | ----------------------------------------------------------- | ----------------------------------------------------------------------- |
| 26.12.1944 — 21.12.1945 г. | 25-й гвардейский бомбардировочный авиационный полк          | B-24 Либерейтор и B-17 Flying Fortress, переформирован в 203-й гв. бап  |
| 21.12.1945 — 1948 г.       | 203-й гвардейский бомбардировочный авиационный полк         | B-24 Либерейтор и B-17 Flying Fortress, переформирован в 203-й гв. тбап |
| 1948 — 01.04.1961 г.       | 203-й гвардейский тяжёлый бомбардировочный авиационный полк | Ту-4, Ту-16, передан в 22-ю гв. тбад                                    |
| 26.12.1944 — 1947 г.       | 890-й бомбардировочный авиационный полк                     | B-25 Митчелл, передан в прямое подчинение командования ДА               |
| 26.12.1944 — 1949 г.       | 362-й бомбардировочный авиационный полк                     | B-25 Митчелл, переформирован в 362-й тбап                               |
| 1949 — 1960 г.             | 362-й тяжёлый бомбардировочный авиационный полк             | Ту-4, Ту-16, расформирован                                              |
| 01.04.1946 — 1945 г.       | 52-й гвардейский бомбардировочный авиационный полк          | B-25 Митчелл, переформирован в 52-й гв. тбап                            |
| 1949 — 01.04.1961 г.       | 52-й гвардейский тяжёлый бомбардировочный авиационный полк  | Ту-4, Ту-16, передан в 326-ю тбад                                       |
| 10.1952 — 08.12.1958 г.    | 171-й гвардейский тяжёлый бомбардировочный авиационный полк | Ту-4, Ту-16, переформирован в 214-й гвардейский ракетный полк           |

### Боевой состав на День победы
| Наименование                                       | Вооружение                             |
| -------------------------------------------------- | -------------------------------------- |
| 25-й гвардейский бомбардировочный авиационный полк | B-24 Либерейтор и B-17 Flying Fortress |
| 890-й бомбардировочный авиационный полк            | B-25 Митчелл                           |
| 362-й бомбардировочный авиационный полк            | B-25 Митчелл                           |

## Послевоенная история дивизии

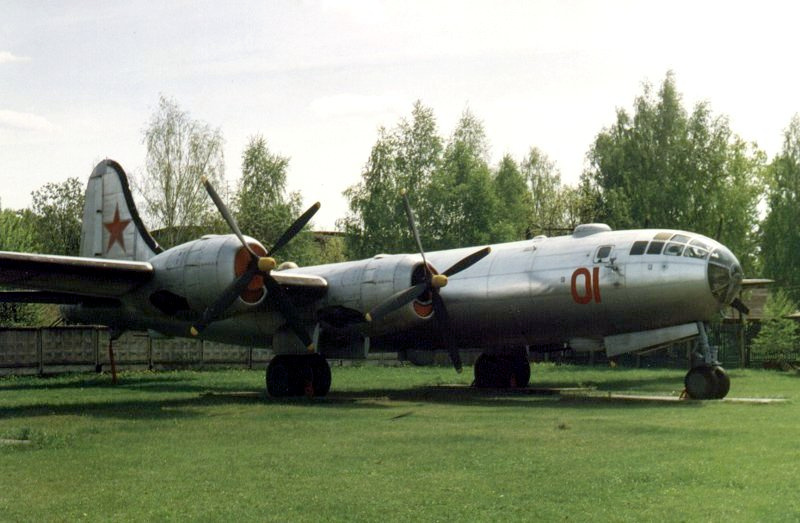
Самолёт дивизии с 1948 по 1956 годы — Ту-4. На фото единственный сохранившийся в России экземпляр самолёта в музее в Монино

После войны дивизия с аэродрома Барановичи перебазировалась на аэродром Болбасово Витебской области. В июне 1945 года в состав дивизии вошёл вновь сформированный на аэродроме Мигалово 52-й гвардейский бомбардировочный авиационный полк (полк изначально формировался как гвардейский, поскольку должен был войти в состав гвардейского авиационного корпуса отдельной гвардейской воздушно-десантной армии. Основу полка составили 15 лётных экипажей из 251-го гвардейского бомбардировочного авиационного полка и пять экипажей из 53-го полка 10-й воздушной армии. Формирование продолжилось после перебазирования на аэродром Мигалово. В Мигалово полк базировался с октября 1944 г. по июнь 1946 г. Далее перебазирован в Шайковку). С апреля 1946 года дивизия в составе 3-го гвардейского бомбардировочного авиационного Сталинградского корпуса 1-й воздушной армии дальней авиации, созданной на базе 3-й воздушной армии.
В 1947 году 890-й бомбардировочный авиационный полк был передан в прямое подчинение командования дальней авиации и полк перебазироваться на аэродром Казань, где переформирован в 890-й отдельный учебный полк.
В 1948 году полки дивизии стали получать новую авиационную технику — самолёты Ту-4, оснащённые системой дозаправки топливом в воздухе и способные нанести ответные удары по передовым базам США в Западной Европе. Дивизия и её полки к наименованию получили дополнительное наименование «тяжёлая». С 1948 года дивизия именуется как 45-я тяжёлая бомбардировочная авиационная дивизия. В 1949 году 3-й гвардейский бомбардировочный авиационный Сталинградский корпус переименован в 79-й гвардейский бомбардировочный авиационный Сталинградский корпус, а 1-я воздушная армия дальней авиации — в 50-ю воздушную армию дальней авиации.
В октябре 1952 года в состав дивизии вошёл 171-й гвардейский тяжёлый бомбардировочный авиационный Смоленско-Берлинский Краснознамённый полк на самолётах Ту-4 с базированием на аэродроме Барановичи.

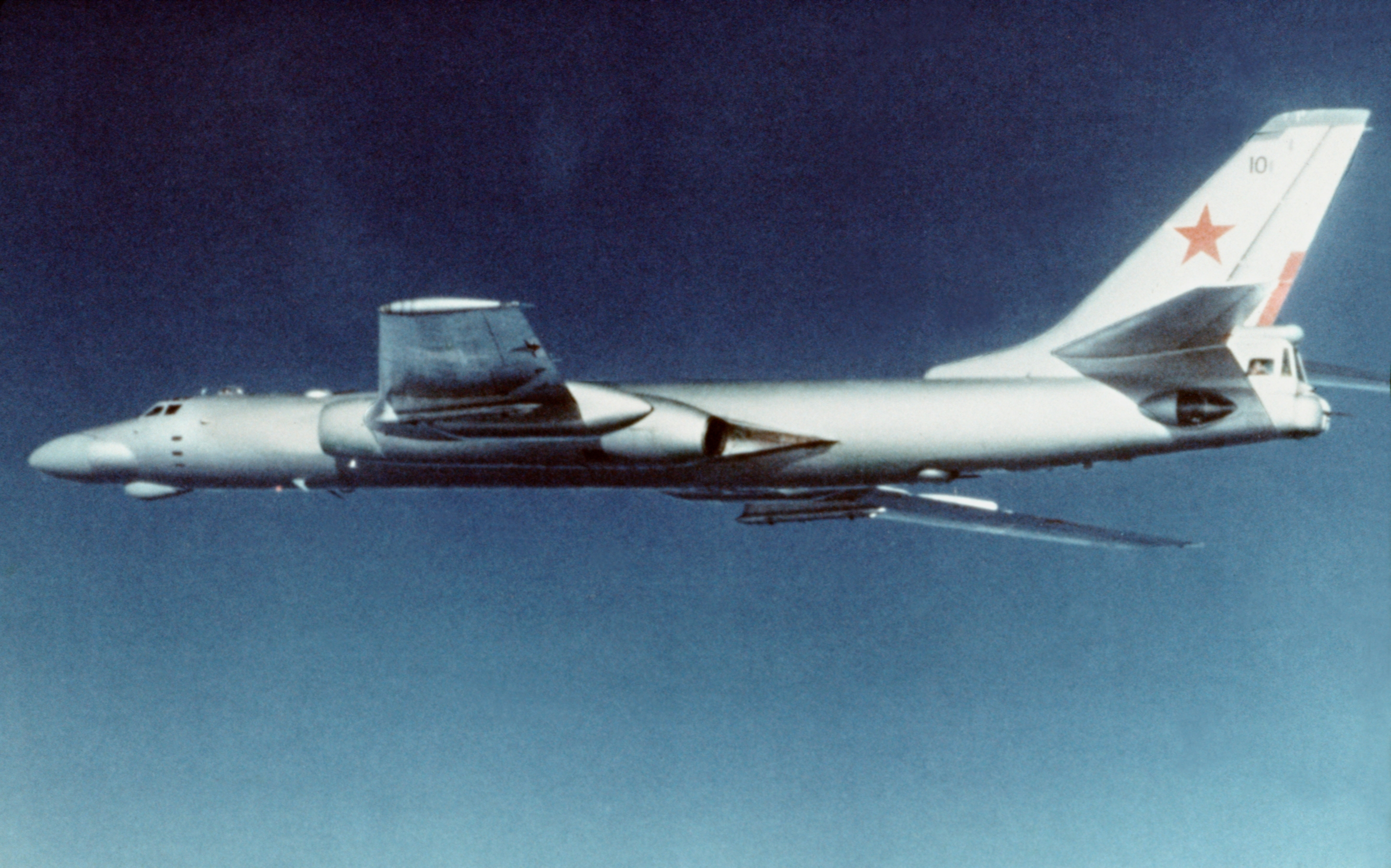
Самолёт Ту-16. Стоял на вооружении полков дивизии с 1954 года

С 1954 года полки дивизии переучивались на новые самолёты — Ту-16, тяжёлый двухмоторный реактивный многоцелевой самолёт с возможностью доставки ядерных боеприпасов. В августе 1956 года 79-й гвардейский бомбардировочный авиационный Сталинградский корпус расформирован и дивизия вошла в прямое подчинение 50-й воздушной армии дальней авиации.
В декабре 1958 года 171-й гвардейский тяжёлый бомбардировочный авиационный Смоленско-Берлинский Краснознамённый полк переформирован в 214-й гвардейский ракетный Смоленско-Берлинский Краснознамённый полк.
В связи со значительным сокращении Вооружённых Сил СССР дивизия была расформирована в марте 1960 года в соответствии с Законом Верховного Совета СССР «О новом значительном сокращении ВС СССР» от 15.01.1960 г. Полки дивизии:
- 52-й гвардейский бомбардировочный авиационный полк передан в 326-ю тяжёлую бомбардировочную авиационную Тарнопольскую ордена Кутузова дивизию;
- 203-й гвардейский тяжёлый бомбардировочный авиационный Орловский полк передан в 22-ю тяжёлую бомбардировочную авиационную Донбасскую Краснознамённую дивизию;
- 362-й тяжёлый бомбардировочный авиационный Рижский полк — расформирован в составе дивизии.

## Благодарности Верховного Главного Командования
Воинам дивизии объявлены благодарности:
- За отличие в боях при овладении литовским городом Клайпеда (Мемель) — важным портом и сильным опорным пунктом обороны немцев на побережье Балтийского моря, при завершении полного очищения Советской Литвы от немецких захватчиков[4].
- За отличие в боях при разгроме окружённой группировки противника в Будапеште и овладении столицей Венгрии городом Будапешт — стратегически важным узлом обороны немцев на путях к Вене[5].
- За отличие в боях при овладении городом Гдыня — важной военно-морской базой и крупным портом на Балтийском море[6].
- За отличие в боях при овладении городом и крепостью Гданьск — важнейшим портом и первоклассной военно-морской базой немцев на Балтийском море[7].
- За отличие в боях при овладении крепостью и главным городом Восточной Пруссии Кёнигсберг — стратегически важным узлом обороны немцев на Балтийском море[8].
- За отличие в боях при овладении городами Франкфурт-на-Одере, Вандлитц, Ораниенбург, Биркенвердер, Геннигсдорф, Панков, Фридрихсфелъде, Карлсхорст, Кепеник и вступление в столицу Германии город Берлин[9].
- За отличие в боях при овладении портом и военно-морской базой Свинемюнде — крупным портом и военно-морской базой немцев на Балтийском море[10].

## Базирование
| Период                  | Аэродром                      |
| ----------------------- | ----------------------------- |
| 04.1944 — 05.1945       | Барановичи, Брестская область |
| 05.1945 — 07.11.1951    | Болбасово, Витебская область  |
| 07.11.1951 — 01.04.1960 | Барановичи, Брестская область |